# Noctua fimbriata
Noctua fimbriata (nombre común “polilla de flecos”) es una mariposa nocturna perteneciente a la familia Noctuidae muy extendida en Europa y alrededores, se asemeja a Noctua tirrenica. Durante el siglo XIX afectó a la vinicultura. 

## Descripción

### Imago
La envergadura de las alas de los machos está entre 45 y 57 mm,  la de las hembras entre 49 y 61 mm. La superficie de las alas anteriores varía de ocre a marrón a verde oliva. Las alas posteriores son de un amarillo descolorido, atravesadas por una banda ancha que a la vista parece una tela de un color negro intenso y brillante.

### Huevo
El huevo es aplanado en la base y hemisférico. Mide de 0,4 a 0,5 mm de altura y de 0,7 a 0,75 mm de diámetro; es de color verde. La superficie está compuesta por 35 nervaduras longitudinales muy densas y pronunciadas que se extienden hasta las regiones micropilares. Están atravesados por venas transversales muy finas y próximas entre sí.

### Larva
La oruga crece hasta una longitud máxima de 55 mm. Su color varía desde marrón amarillento hasta marrón rojizo. En la línea dorsal es relativamente brillante y estrecha, y flanqueada en los segmentos posteriores por manchas brillantes. El duodécimo segmento transversal es brillante y está cubierto por una mancha negra, generalmente ubicada detrás de los espiráculos.
La crisálida es relativamente corta y de color marrón rojizo. Tiene un cremáster con dos espinas largas.

## Ciclo
La polillla completa dos generaciones por año, de junio a septiembre. Algunas polillas se encuentran volando ya a finales de mayo o incluso a finales de octubre. Una hembra puede almacenar y poner hasta 2.500 huevos. Las orugas aparecen en septiembre, hibernan en invierno, pupan en el suelo y continúan su desarrollo en mayo del año siguiente.

### Dieta
Las larvas son polífagas, se alimentan de diferentes especies, tanto herbáceas como arbóreas.